# Kinosternon oaxacae
Espèce
Statut de conservation UICN

 DD  : Données insuffisantes
Kinosternon oaxacae est une espèce de tortues de la famille des Kinosternidae.

## Répartition
Cette espèce est endémique du Mexique. Elle se rencontre dans les États de Guerrero et d'Oaxaca.

## Publication originale
- Berry & Iverson, 1980 : A new species of mud turtle, genus Kinosternon, from Oaxaca, Mexico. Journal of Herpetology, vol. 14, no 4, p. 313–320.